# Luke Erceg (actor)
Luke Erceg (Australia, 11 de agosto de 1993) es un actor australiano, más conocido por interpretar a Leon Lipowski en la serie australiana ¿Por qué a mí? y a Dan en El cibermundo de las chicas.

## Familia
Luke es hijo de Susie Erceg y tiene una hermana llamada Rebecca Erceg.

## Carrera
Entre 2006 y 2007, interpretó a Leon Lipowski en la serie Mortified. En 2007 apareció por primera vez en la exitosa serie australiana All Saints, donde interpretó a Torvey; apareció de nuevo en la serie en 2009 esta vez interpretando a Josh.
En 2010 apareció en la aclamada serie australiana Home and Away, donde interpretó a Jackson. En 2010 y 2011, filmó la serie Gurls Wurld, donde interpreta a Dan.

## Filmografía
Series de televisión
| Año         | Serie         | Personaje     | Notas                                                          |
| ----------- | ------------- | ------------- | -------------------------------------------------------------- |
| 2011        | A Gurls Wurld | Dan           | También llamada Chatroom Chicks y el Ciber Mundo de las Chicas |
| 2010        | Home and Away | Jackson       | 3 episodios                                                    |
| 2007 - 2009 | All Saints    | Josh - Torey  | 2 episodios                                                    |
| 2006 - 2007 | Mortified     | Leon Lipowski | 13 episodios                                                   |

Películas
| Año  | Serie             | Personaje | Notas                        |
| ---- | ----------------- | --------- | ---------------------------- |
| 2006 | Equal Opportunity | Scott     | corto - junto a Bruce Spence |